# جفری وامز
جفری وامز (به انگلیسی: Jeffrey Wammes) ژیمناست زادهٔ ۲۴ آوریل ۱۹۸۷ میلادی اهل کشور هلند است.